# Tarik El Jarmouni
Tarik El Jarmouni (30 de dezembro de 1977) é um futebolista profissional marroquino que atua como goleiro.

## Carreira
Tarik El Jarmouni representou a Seleção Marroquina de Futebol nas Olimpíadas de 2000.